# غوينت: لعبة بطاقات ذا ويتشر
غوينت: لعبة بطاقات ذا ويتشر (بالإنجليزية: Gwent: The Witcher Card Game)‏ هي لعبة بطاقات رقمية مجانية تم تطويرها ونشرها بواسطة سي دي بروجكت لنظام مايكروسوفت ويندوز في عام 2018، ولنظام ios في 2019، والأندرويد في عام 2020. اللعبة مشتقة من لعبة البطائق التي تحمل الاسم نفسه والتي ظهرت في روايات المشعوذ للكاتب أندريه سابكوسكي ويمكن لعبها في لعبة فيديو ذا ويتشر 3: وايلد هانت.

## أسلوب اللعب

لقطة شاشة داخل اللعبة، قبل إصدار تحديث Homecoming

غوينت هي لعبة بطائق تعتمد على تبادل الأدوار بين لاعبين، حيث تستغرق كل لعبة مدة ثلاث جولات. كل لاعب يقوم بلعب بطاقة واحدة في كل دور من مجموعة تحتوي على 25 بطاقة على الأقل. وتنتمي كل مجموعة إلى فصيل يقدم أساليب لعب مختلفة. لكل فصيل «قادة» مختلفون لكل منهم قدرات فردية. ونظرًا لأن غوينت لا تستخدم نظام Mana مثل معظم ألعاب CCG التقليدية، فإن ميزة البطاقة هي غالبًا ما تؤدي إلى فوزك باللعبة.
تحديث Homecoming، الذي تم إصداره بالتزامن مع لعبة Thronebreaker: The Witcher Tales، غيرت اللعبة بعدة طرق. القائد لم يعد متاح للعب كبطاقة. والان يمنح اللاعب اختيار قدرة، ويحدد عدد الموليجانز المتاحة للاعب طوال فترة المباراة. تمت إزالة القيود المفروضة على عدد البطاقات الذهبية والفضية التي يمكن وضعها في التشكيلة. بناء التشكيلة الآن يتطلب نظام تكلفة. التشكيلات الآن لديها حد تكلفة 165 كأقصى حد، وكل بطاقة باللعبة لديها تكلفة. أزال التحديث أيضًا الصف الأخير من منطقة اللعب، تاركًا فقط صفان هما صف Melee وصف Range. تمت إضافة نوع بطاقة جديدة إلى اللعبة وهي القطع الأثرية. هذا النوع لا يساهم بنقاط إلى جانبك من اللوحة ولكنها تقدم قدرات متفاوتة.
هدفك هو الفوز بجولتين من ثلاث جولات عن طريق لعب البطائق والتعويذات لكسب نقاط تسمى «القوة» على اللوحة. يفوز اللاعب بالجولة بحصوله على نقاط أكثر من خصمه. تنتهي الجولة عندما يتخطى كلا اللاعبين إلى الجولة التالية، أو عندما تنتهي جميع البطائق من كلا اللاعبين. أول من يفوز بجولتين من ثلاث جولات يفوز اللاعب باللعبة.
الإنتصارات تحسب ضمن الجوائز اليومية، حيث تكافئ اللاعبين حزم بطاقات تعرف باسم «البراميل-kegs» أو «القصاصات-scraps» أو «غبار النيزك - meteorite dust» أو «معدن خام- ore». يمكن للاعبين الحصول على بطاقات إضافية عن طريق شراء البراميل بمعدن الخام أو من خلال مشتريات داخل اللعبة؛ يحتوي كل برميل على خمسة أوراق، ومع إرتقاء المستوى توجد بطاقة أندر من الباقي وأيضا البطاقة الخامسة تتيح لك الإختياربين 3 بطائق. يمكن أيضًا صنع البطاقات باستخدام القصاصات. يمكن تصنيع إصدارات مميزة من البطاقات باستخدام غبار النيزك. يستخدم معدن الخام لشراء البراميل.
تمتاز اللعبة بعدة أطوار للعب. يسمح وضع اللعب القياسي للاعبين بتحدي بعضهم البعض، بينما يتنافس اللاعبون في طور التصنيف من أجل ان يتقدموا في نظام (سلم متدرج). كل تصنيف يستمر لمدة موسم مدته شهر، حيث يهدف اللاعبون إلى زيادة التصنيف لزيادة المكافآت نهاية الموسم. وأيضا لا تتراجع تصنيفات اللاعبين بعد كسبها، وتعمل على نظام عددي من 1 إلى 21، قبل الدخول في أعلى 1000. يتم أيضًا تعيين تصنيف التوفيق بين اللاعبين، والذي يزيد أو ينقص عندما يفوز اللاعب ويخسر. غوينت أيضًا لديها العديد من الأحداث الموسمية، حيث تدعوا اللاعبين للمشاركة في الأحداث ذات الطابع الخاص ومع تشكيلات جاهزة. هذه الأحداث تعمل مثل الألغاز، حيث يجب القيام بحركات دقيقة للفوز. تمنح الأحداث الموسمية عادةً صورة ملف تعريف اللاعب وإطارات بالإضافة إلى العنوان.
أيضاً تتميز باللعب المشترك بين الحاسب الشخصي و iOS و اندرويد.

### طور الساحة
طور الساحة يعمل مثل طور الدرافت، حيث يجب على اللاعبين بناء مجموعة عشوائية من البطاقات. سيختار اللاعب واحدة من أربع بطاقات ذات ندرة متطابقة تظهر عشوائيًا. تمت صياغة ستة وعشرين بطاقة، ثم يتم اختيار قائد من بين 3 قادة يتم عرضهم بشكل عشوائي. البطاقات المعروضة هي من مجموعة من جميع البطاقات، مما يعني أن الطوابق يمكن أن تحتوي على بطاقات من جميع الفصائل. لا يوجد حد لعدد البطاقات الذهبية أو الفضية التي يمكن أن تكون في المجموعة، وأي عدد من التكرارات يمكن صياغتها.
تم تصميم Arena Mode حول شخصية (Gaunter O'Dimm) The Witcher 3: Wild Hunt، التي تقدم عقودًا في الساحة مقابل المكافآت. ستمنح تسعة انتصارات كحد أقصى اللاعبين ببطاقة ذهبية، بالإضافة إلى مكافآت أخرى بما في ذلك خام و / أو قصاصات و / أو غبار نيزكي. ستضمن الساحة للاعبين برميلًا واحدًا على الأقل كمكافأة، حتى مع عدم اكتمال العقود. يملك اللاعبون بثلاث أرواح ويفقدون حياة عند الخسارة. سينتهي طور الساحة عندما ينسحب اللاعب ويلغي العقد، أو عندما تُفقد الأرواح الثلاثة، أو عندما تتحقق الانتصارات التسعة.
هناك أيضًا مودات ساحة «حدث خاص» متاحة بشكل دوري في بعض الأحيان. هذه لها قواعد صياغة فريدة، مثل Gold Rush، حيث تكون جميع البطاقات المصاغة عبارة عن بطاقات ذهبية أو Law of the Jungle، حيث تكون جميع البطاقات المصاغة من فصيل Monsters. تستمر الأحداث الخاصة بشكل عام لمدة أسبوع واحد، كما أن وضع الساحة العادي متاح للعب أثناء الحدث.

### ثرونبريكر
تعمل ثرونبريكر بنفس ميكانيكة قتال لعبة غوينت.

## التطوير والإصدار
بلغ عدد العاملين في اللعبة 100 موظف. بعد الإصدار التجريبي المفتوح في مايو 2017، وتم إصداره رسميًا لنظام التشغيل مايكروسوفت ويندوز في أكتوبر 2018، ولكلا جهازي بلاي ستيشن 4 وإكس بوكس ون في 4 ديسمبر 2018. وقد تم إصدار وضع قصة مستقل بعنوان، Thronebreaker: The Witcher Tales، جنبًا إلى جنب مع Gwent.
وفي مارس 2019، أعلن استوديو سي دي بروجكت ريد أنه سيقوم بإطلاق لعبة Gwent على الأجهزة المحمولة في وقت لاحق من ذلك العام. وقال جيسون سلامة، مدير اللعبة، إن رؤية الفريق لتقديم اللعبة لهم جمعت أفضل ما لديهم لتقديمه من حيث «الرسومات وطريقة اللعب». وتم إصدارها لنظام iOS في 29 أكتوبر 2019 وأندرويد في 24 مارس 2020.
انتهى دعم إصداري بلاي ستيشن 4 و إكس بوكس ون من اللعبة في يونيو 2020. ويُعتقد أن هذا يرجع إلى حد كبير إلى حقيقة أن نسخة الأجهزة المنزلية من Gwent شكلت %3 فقط من إجمالي إيرادات Gwent، وذلك وفقًا للتقرير المالي الخاص بشركة سي دي بروجكت لعام 2019. وكان متاح لدى اللاعبين إمكانية نسخ تقدمهم (مع عملاتهم وبطاقاتهم) من المنصات الأخرى لمدة 6 أشهر، ولكن فقط لحسابات GOG التي بدون أي تقدم بداخلها. وقد تميزت اللعبة باللعب المشترك بين كلا منصاتي الحاسب الشخصي والأجهزة المنزلية، على الرغم من أن اللعب المشترك بين المنصات المختلفة لم يكن مدعومًا حينها. وفي مايو 2020، تم إطلاق اللعبة على متجر Steam. وقامت الشركة في أبريل 2021 بإطلاق النسخة الخاصة بأجهزة الماك الجديدة التي تحمل معالج M1.

## الجوائز والترشيح
تم ترشيح غوينت لـ «أكثر ألعاب الرياضات الإلكترونية الجديدة الواعدة» في حفل توزيع جوائز SXSW للألعاب لعام و«أفضل تصميم فني للعبة بولندية» في حفل توزيع جوائز Digital Dragons لعام 2019.

## روابط خارجية
- الموقع الرسمي